# Arroyo del Cortado
El arroyo del Cortado es un curso de agua Uruguayo que recorre el departamento de Artigas. Nace en la cuchilla Yacaré Cururú y desemboca en el río Cuareim. Pertenece a la Cuenca del Plata.
No confundir con el arroyo Cortado que desemboca en la bahía San Felipe del estrecho de Magallanes.